# Hyperdontie
Unter Hyperdontie (auch Hyperodontie, Polyodontie oder Polydontie) (von altgriech. ὕπέρ „über-“ und ὀδόντος „mit Zähnen versehen“) versteht man eine Zahnüberzahl. Für das menschliche Gebiss heißt das, im Milchgebiss sind mehr als 20 bzw. im bleibenden Gebiss sind mehr als 32 Zähne vorhanden. Eine Besonderheit ist im Abschnitt unechte Hyperdontie erläutert. Bereits entfernte Zähne sind mitzuzählen. Im Milchgebiss sind Hyperdontien selten.

## Häufigkeit
Eine Hyperdontie tritt bei ein bis drei Prozent der Europäer und deren Nachkommen, häufiger bei Asiaten auf. In 86 % der Fälle gibt es einen einzelnen zusätzlichen Zahn, der sich meistens im Oberkiefer bei den Schneidezähnen befindet.

### Extremfälle
In einer fast siebenstündigen Operation wurden 2014 einem Jugendlichen aus Mumbai (Indien) 232 überzählige Zähne aus dem Kieferknochen entfernt.
2019 entfernten Ärzte des Saveetha Dental College in Chennai (Indien) einem siebenjährigen Jungen eine ca. 200 g schwere sackartige Struktur. Diese enthielt insgesamt 526 Zähne zwischen 1 mm und 15 mm Größe.

## Ursachen
Die Ätiologie (Ursache) ist nicht geklärt. Es werden vor allem eine Überproduktion der Zahnleiste, örtliche Entwicklungsstörungen, eine Zahnkeimspaltung oder Atavismus als Ursachen diskutiert. Gelegentlich wird familiär gehäuftes Vorkommen beobachtet. Eine Hyperdontie kann isoliert, aber auch gemeinsam mit anderen Erkrankungen auftreten: Dysostosis cleidocranialis, Klippel-Feil-Syndrom.

## Echte Hyperdontie

### Morphologie

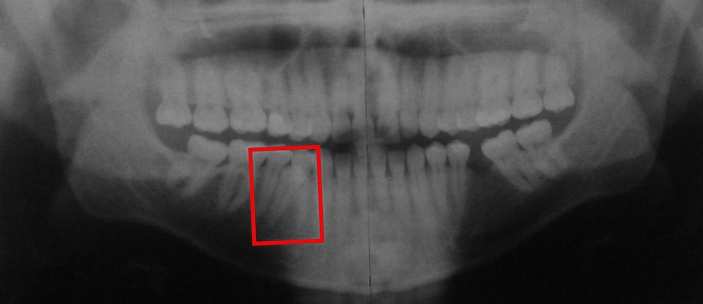
Hyperdontie (im Röntgenbild rot umrandet)

Morphologisch betrachtet können überzählige Zähne in regelrechter oder irregulärer Zahnform (z. B. Mesiodens), als Doppel- oder Mehrfachgebilde, als getrennte Doppelanlagen (Zwillingszähne), als Verwachsungen oder als Verschmelzungen auftreten. Zahnverwachsungen oder -verschmelzungen können so weit gehen, dass das Gebilde wie ein übermäßig großer Zahn aussieht. Weil solche Mehrfachgebilde vornehmlich im Frontzahnbereich auftreten, ergeben sich in diesen Fällen auch ästhetische Probleme. Gehäuft tritt die Hyperdontie bei Lippen-, Kiefer-, Gaumenspalten auf.

### Formen
- Mesiodentes können bei genetischer Fixierung familiär gehäuft auftreten. Diese Form der Hyperdontie macht fast die Hälfte aller überzähligen Zähne aus.
- Paramolaren sind überwiegend im Oberkiefer auftretende zusätzliche, meist einwurzelige Zähne zwischen den Molaren.
- Distomolaren sind zusätzliche, hinter den Weisheitszähnen wachsende Zähne.
- Bei der Dysostosis cleidocranialis (Kleidokraniale Dysplasie) kommt es zu multiplen überzähligen Zahnanlagen. Daneben ist ein Defekt der Schlüsselbeine typisch, der es Betroffenen ermöglicht, die Schultern so weit nach vorn zu führen, bis sich diese berühren.[9]

## Unechte Hyperdontie
Eine unechte Hyperdontie liegt vor, wenn ein bleibender Zahn durchgebrochen ist, der entsprechende Milchzahn aber weiter existiert. Die Ursache hierfür liegt normalerweise in einer Verlagerung des bleibenden Zahnes.
Ein Teratom ist ein pluripotenter Stammzellentumor, der häufig auch Zähne bildet.

## Therapeutische Maßnahmen
Wie auch bei einer Hypodontie (Zahnunterzahl) ist die Therapie individuell zu planen. Im Oberkiefer-Frontzahnbereich sprechen ästhetische Überlegungen oft für eine Entfernung des überzähligen Zahnes, zumal wenn dieser übermäßig groß ist oder eine Verschiebung der Mittellinie zu befürchten ist. Diese Entfernung sollte frühzeitig erfolgen, um gegebenenfalls mit Hilfe kieferorthopädischer Maßnahmen einen Lückenschluss zu erreichen. Ein normal ausgebildeter überzähliger unterer Schneidezahn fällt hingegen oft nicht auf und kann belassen werden, wenn dadurch kein Zahnengstand entsteht. Ein Mesiodens muss in aller Regel entfernt werden, weil er zu einem Diastema (Lücke zwischen den oberen mittleren Schneidezähnen) führt. Auch bereits auf Dauer nur schwer zu erhaltende regelrechte Zähne müssen in die therapeutische Planung  einfließen, weil es im Einzelfall besser sein kann, einen solchen Zahn zu entfernen und den überzähligen Zahn einzureihen.